# Constitution espagnole de 1812
Lire en ligne

juspoliticum : version bilingue franco-espagnole d'après la version originale

Constitution de Bayonne Statut royal de 1834
Constitution de 1837
La constitution espagnole de 1812, également appelée Constitution de Cadix ou plus familièrement La Pepa, fut promulguée au cours de la guerre d'indépendance espagnole.
Après le soulèvement de Madrid contre les Français, le 2 mai 1808, la résistance se développa dans plusieurs régions d'Espagne dans le cadre de Juntes, dont le regroupement devait renforcer l'efficacité. Le 25 septembre de la même année, la Junte suprême centrale de gouvernement fut créée ; elle siégea d'abord à Aranjuez, puis à Séville. Elle avait pour but d'organiser la résistance et le rétablissement d'un État espagnol.
Deux possibilités furent envisagées : la première, défendue par Jovellanos, consistait à restaurer la monarchie absolue selon les normes existant avant l'invasion française. La deuxième était la promulgation d'une nouvelle constitution. Après avoir siégé à Séville, les membres du Parlement (Cortes) se déplacèrent à San Fernando (la Isla de León à l'époque), où leur première réunion eut lieu le 24 septembre 1810, dans ce qui est aujourd'hui le théâtre des Cortes. Après le 20 février 1811, les Cortes siégèrent à Cadix, et c'est dans cette ville que fut adoptée la constitution libérale de 1812, distinguant le pouvoir exécutif, confié au roi et à ses ministres, et le pouvoir législatif.
En un certain sens, la Constitution de Cadix ne résulte pas d'un acte révolutionnaire, et ne représente pas une rupture avec le passé. Elle a été rédigée par des personnes qui pouvaient se considérer comme les représentants légitimes du peuple espagnol. La session des Cortes fut ouverte le 24 septembre 1810, avec une procession civique, une messe, et la pétition formulée par le président de la Régence, l'évêque d'Orense. Néanmoins cette constitution ne fut pas appliquée. Le roi Ferdinand VII, lorsqu'il reprit possession de son trône à Madrid en 1814, signa le 4 mai 1814 son premier décret royal qui abolissait la Constitution. Les milieux libéraux en furent très déçus. Ce mécontentement explique la révolution de 1820.
Sous le règne de Ferdinand VII, la Pepa s'est appliquée du 10 mars 1820 au 1er octobre 1823 (3 ans, 6 mois et 21 jours), période dite du Triennat libéral ou constitutionnel. Sous la régence de Marie-Christine de Bourbon, elle s'est appliquée du 13 août 1836 au 18 juin 1837 (10 mois et 5 jours).
Elle a inspiré les rédacteurs de la Constitution du royaume de Norvège du 17 mai 1814, de la Constitution politique de la Monarchie portugaise du 23 septembre 1822 et de la Constitution fédérale des États-Unis mexicains du 4 octobre 1824.

## Histoire

### Contexte
Le départ de Ferdinand VII et la présence interventionniste française provoquèrent une vacance du pouvoir en 1808. La guerre avait commencé et la capitulation des monarchistes face à Napoléon augmentèrent la sensation de vide. Face à la déliquescence de l'administration, la résistance se structura au travers des Juntes provinciales et locales qui représentaient un authentique pouvoir parallèle, fait qui permit un passage de la légitimité monarchique à la légitimité populaire.
Face à cette pluralité de centres de pouvoir, se créa la Junte suprême centrale de gouvernement qui convoqua plus tard les Cortes, lesquels se transformèrent en Assemblée constituante : le 24 septembre 1810 se constituent les Cortes de Cadix et le même jour un Décret est approuvé dans lequel apparaissent les principes de base du futur texte constitutionnel : la souveraineté nationale et la séparation des pouvoirs.

### Élaboration
Le 9 décembre 1810, le député Antonio Oliveros propose aux Cortes, présidé par Ramon Llàtzer de Dou i de Bassols, de nommer une commission chargée de rédiger un projet de constitution. Les Cortes acceptent la proposition mais ne nomment la Commission constitutionnelle que le 23 décembre 1810. Elle se compose d'abord de treize membres. Cinq d'entre eux sont realistas : Francisco Gutiérrez de la Huerta, Juan Pablo Valiente, Francisco Rodríguez de la Bárcena, Alonso Cañedo Vigil et Pedro María Rich ; cinq sont libéraux : Diego Muñoz Torrero, Antonio Oliveros, Agustín Argüelles, José Espiga et Evaristo Pérez de Castro ; les trois autres sont américains : le Chilien Joaquín Fernández de Leyva, le Péruvien Vicente Morales Duárez et les Mexicains Antonio Joaquín Pérez. Le 12 mars 1811, la représentation américaine ayant été jugée trop faible, le nombre de membres de la Commission constitutionnelle est porté à quinze par la nomination de deux autres députés américains : le Mexicain Mariano Mendiola Velarde et le Cubain Andrés Jáuregui.
Le 18 août 1811, la Commission présente aux Cortes les quatre premiers titres du projet de Constitution. Le 25, les Cortes commencent à en débattre en séance plénière, alors que la Commission poursuit la discussion des six derniers titres du projet de constitution.
Le 24 décembre 1811, les débats s'achèvent au sein de la Commission. Les débats en séance plénière des Cortes s'achèvent le 18 mars 1812.

### Promulgation

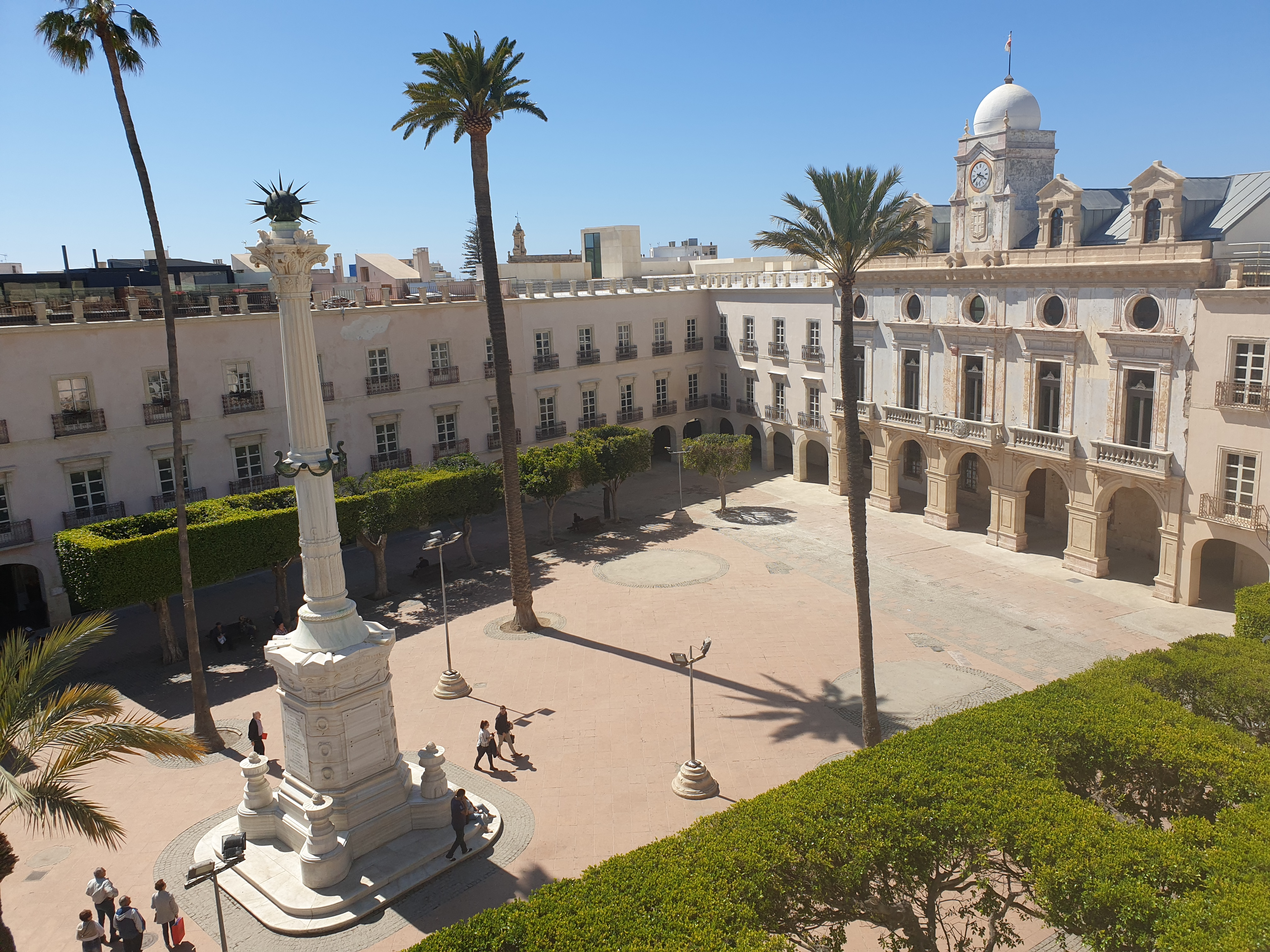
Plusieurs villes ont une rue ou une place dont le nom commémore la constitution, comme ici la Place de la Constitution d'Almería.

La constitution est promulguée le 19 mars, jour de la Saint Joseph, d'où le nom populaire sous lequel sera connue la
nouvelle Constitution, la Pepa. Le choix du 19 mars n'est peut-être pas fortuit car il s'agit de l'anniversaire de l'accession au trône de Ferdinand VII du fait de la renonciation de son père, le roi Charles IV, en 1808.
La proclamation de la constitution est célébrée par une messe solennelle d'action de grâce et par un Te Deum, après que les députés et les régents ont prêté serment devant Dieu et sur les saints Évangiles de protéger et respecter la religion catholique et la Constitution.

### Première abrogation
Plusieurs courants d'orientations différentes existaient au sein de l'Assemblée ; malgré l'importance du courant libéral et des courants réformiste et radical, il existait une forte présence de courants absolutiste et réactionnaire. Ainsi, un groupe de députés conservateurs proposa un manifeste (appelé Manifeste des Perses) dans lequel ils demanda que Ferdinand VII supprime la Constitution de 1812 dès son retour. La Constitution de 1812 est le fruit de ces différents courants politiques ce qui lui donne un caractère de compromis.
Le 4 mai 1814 à Valence, Ferdinand VII promulgue un décret abrogeant la constitution et tous les décrets des Cortes en les déclarant « nuls et sans aucune valeur ni effet, maintenant et de tout temps, comme si de tels actes ne s'étaient jamais produits et qu'ils étaient à jamais anéantis ».
L'abrogation de la constitution est suivie d'une série de pronunciamientos en faveur de son rétablissement. La série s'ouvre, dès septembre 1814, avec la tentative du général Francisco Espoz y Mina, héros de la guérilla anti-française, à Pampelune,. Mais il échoue. Suit la tentative du maréchal de camp Juan Díaz Porlier à La Corogne, en septembre 1815,. Il est pendu. Suit la tentative du général Luis Lacy et de Francisco Milans del Bosch à Barcelone, en avril 1817,. Lacy est fusillé. Suit la tentative du lieutenant-colonel Vidal à Valence, en 1817-1818.

### Rétablissement
La tentative initiée par lieutenant-colonel Rafael del Riego le 1er janvier 1820, à Las Cabezas de San Juan, sera la bonne. Le 10 mars, Ferdinand VII est contraint d'accepter la constitution,.

## Caractéristiques de la Constitution de 1812

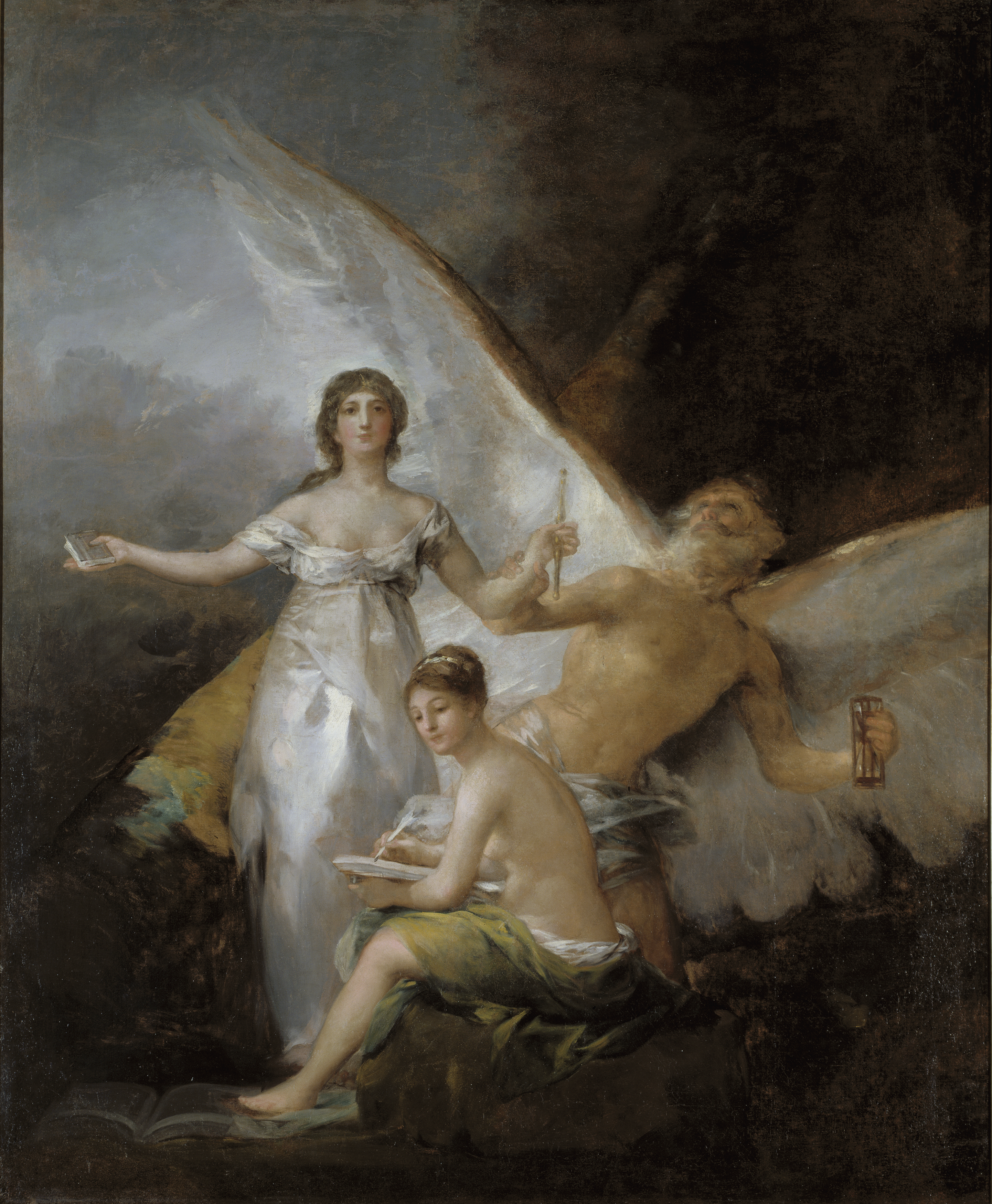
La Vérité, le Temps, l'Histoire, allégorie de la Constitution de 1812, Francisco de Goya, musée de Stockholm.

- La Constitution a joué un rôle important en tant que symbole du constitutionnalisme du XIXe siècle : elle a été mise en avant pendant des décennies par les libéraux espagnols, face aux positions absolutistes.
- Malgré sa portée symbolique, son application fut très réduite et intermittente : elle n'a été mise en application que six années et par la suite :
  - de 1812 à 1814, date à laquelle Ferdinand VII revient au pouvoir et abolit la Constitution ;
  - de 1820 (début des trois années libérales) à 1823, année où Ferdinand VII retrouve son trône avec l'aide des « cent mille fils de Saint Louis » ;
  - de 1836 à 1837, date à laquelle une nouvelle constitution est promulguée.
- La Constitution est assez chargée avec 384 articles. Certains sujets étaient réglés de manière exhaustive, comme le système électoral, qui y est décrit avec tant de détails que le passage le concernant constitue pratiquement une loi électorale au sein de la Constitution. Cela est dû d'une part aux doutes qui pesaient sur les réactions du souverain confronté à un texte qui limitait ses pouvoirs, et d'autre part au fort rationalisme de l'époque.
- Cette crainte était visible dans les clauses de réforme, qui rendaient la Constitution très rigide : les obstacles étaient tels qu'ils rendaient la Constitution pratiquement intangible, l'article 375 stipulait qu'une réforme ne pouvait être entérinée qu'après avoir été pratiquée dans son ensemble pendant au moins huit années.
- Concernant les influences, la Constitution s'inspire de la tradition des anciennes lois fondamentales du Royaume (bien que son contenu se fonde sur une rupture frontale avec les principes de l'Ancien Régime), de la Constitution française de 1791 et de la Constitution des États-Unis d'Amérique de 1787.

## Principes
- La souveraineté nationale est affirmée dans l'article 3, la souveraineté résidant essentiellement dans la Nation, et lui appartenant exclusivement. L'idée se trouvait déjà concrétisée dans le Décret de 1810 ;
- La séparation des pouvoirs, avec les classiques trois pouvoirs, était strictement prévue. À peine y avait-il des canaux de communications entre ceux-ci. Il y avait uniquement une timide collaboration dans l'exercice du pouvoir législatif entre les Cortes et le Roi ;
- La représentativité : en rupture avec l'ancien mandat impératif, les députés sont représentants de la nation ;
- Le suffrage universel indirect pour les majeurs de plus de 25 ans. Dans l'un des articles de la constitution, le suffrage est reconnu comme universel, même si en pratique, il n'était pas accordé à 100 % de la population car le droit de vote était limité par exemple selon les revenus ou le sexe ;
- Monarchie héréditaire mais constitutionnelle, le Roi devant jurer sur la Constitution et la respecter ;
- Égalité des citoyens devant la Loi. Les citoyens seraient à partir de ce moment jugés également devant des tribunaux civils. Seuls faisaient exception l'Église et l'Armée, qui gardaient leurs propres tribunaux ;
- Reconnaissance des droits individuels : à l'éducation, à la liberté de la presse ainsi qu'à l'abolition de la censure préalable, à l'inviolabilité du domicile, à la liberté et à la propriété ;
- Reconnaissance du catholicisme comme unique confession autorisée.

## Applications en dehors de l'Espagne
La Pepa s'est appliquée au royaume des Deux-Siciles et à celui de Sardaigne.

### Constitution du royaume des Deux-Siciles
À Naples, dans la nuit du 5 juillet 1820 au 6 juillet 1820, des carbonari contraignent le roi Ferdinand Ier des Deux-Siciles à concéder la Pepa. Le 7, le roi confirme, par un édit, la Pepa comme constitution du royaume des Deux-Siciles, « à l’exception des modifications que la représentation nationale, constitutionnellement réunie, jugera opportunes d'adopter afin de les adapter aux circonstances particulières du royaume ». Le 30 septembre 1820, lors de l'ouverture de la session du Parlement, le roi renouvelle son serment de fidélité à la constitution. Le 29 janvier 1821, celle-ci est promulguée.

### Constitution du royaume de Sardaigne
Le 12 mars 1821, à Turin, le roi Victor-Emmanuel Ier de Sardaigne abdique et la Pepa est proclamée constitution du royaume. Le lendemain, le prince Charles-Albert, régent du royaume, est contraint de l'accepter.